# Lubieniec (województwo kujawsko-pomorskie)
Lubieniec – wieś w Polsce położona w województwie kujawsko-pomorskim, w powiecie włocławskim, w gminie Chodecz, na wschodnim brzegu jeziora Lubienieckiego.
| SIMC    | Nazwa             | Rodzaj    |
| ------- | ----------------- | --------- |
| 0860820 | Micielno          | część wsi |
| 1033740 | Młyn              | część wsi |
| 1033763 | Osada Lubieniecka | część wsi |
| 1033881 | Torbowo           | część wsi |
| 1033898 | Wieś Lubieniecka  | część wsi |

W latach 1975–1998 miejscowość administracyjnie należała do województwa włocławskiego. Według Narodowego Spisu Powszechnego (III 2011 r.) liczyła 249 mieszkańców. Jest trzecią co do wielkości miejscowością gminy Chodecz.
Urodził się tu Bronisław Konstanty Galbasz – polski działacz socjalistyczny i niepodległościowy, członek Organizacji Bojowej PPS, legionista, major piechoty Wojska Polskiego